# Martha (film, 1936)
Pour les articles homonymes, voir Martha.
Pour plus de détails, voir Fiche technique et Distribution.
Martha est un film franco-allemand réalisé par Karl Anton, sorti en 1936.

## Fiche technique
- Titre : Martha
- Autre titre : Les Dernières Roses
- Réalisation : Karl Anton
- Scénario : Jacques Bousquet, d'après l'opérette de Friedrich von Flotow
- Photographie : Herbert Körner
- Musique : Clemens Schmalstich
- Société de production : Llyod Film
- Pays d’origine :  France -  Reich allemand
- Format : Noir et blanc — 35 mm — 1,37:1 — son Mono
- Durée : 101 minutes
- Date de sortie : France, 17 janvier 1936

## Distribution
- Huguette Duflos
- Nina Myral
- Roger Bourdin
- Sim Viva
- Jean Périer
- Madeleine Suffel
- Jacques de Féraudy
- Arthur Devère
- Allain Dhurtal

## Article annexe
- Liste des longs métrages allemands créés sous le nazisme